# Pseudomicrargus acuitegulatus
Pseudomicrargus acuitegulatus là một loài nhện trong họ Linyphiidae.
Loài này thuộc chi Pseudomicrargus. Pseudomicrargus acuitegulatus được Ryoji Oi miêu tả năm 1960.